# Zálší (ort i Tjeckien, Pardubice)
Zálší är en ort i Tjeckien.   Den ligger i regionen Pardubice, i den centrala delen av landet, 130 km öster om huvudstaden Prag. Zálší ligger 298 meter över havet och antalet invånare är 232.
Terrängen runt Zálší är huvudsakligen platt, men åt nordost är den kuperad. Runt Zálší är det ganska tätbefolkat, med 54 invånare per kvadratkilometer. Närmaste större samhälle är Choceň, 4,2 km norr om Zálší. Omgivningarna runt Zálší är en mosaik av jordbruksmark och naturlig växtlighet.